# Centralna Kasa Spółek Rolniczych
Centralna Kasa Spółek Rolniczych – polska regulacja prawna z 1919 r. powstała na mocy dekretu, mająca na celu zbudowanie Centralnej Kasy na podstawie uchwały Sejmu Królestwa Galicji i Lodomerii wraz z Wielkim Księstwem Krakowskim w 1907 r., kiedy ustanowiony został krajowy zakład kredytowy w postaci samoistnej osoby prawnej pod nazwą „Krajowa Centralna Kasa dla Spółek Rolniczych we Lwowie”. W 1919 r. zmieniono siedzibę, nadano statut i przyjęto nową nazwę w postaci „Centralna Kasa Spółek Rolniczych w Warszawie”.

## Działalność
Zadaniem Centralnej Kasy było:
- popieranie działalności i rozwoju rolniczych stowarzyszeń spółdzielczych przez udzielanie im dogodnego kredytu, pośredniczenie między nimi w użytkowaniu nadwyżek funduszów obrotowych i załatwianie dla nich interesów pieniężnych i bankowych;
- współdziałanie w odbudowie drobnych gospodarstw rolnych i warsztatów drobno-przemysłowych zniszczonych, uszkodzonych lub zaniedbanych wskutek wojny;
- zapobieganie spekulacyjnemu obrotowi ziemią oraz ułatwienie tworzenia żywotnych gospodarstw rolniczych i postępowych warsztatów drobnoprzemysłowych.

W celu realizacji zadań Centralna Kasa uprawniona była podejmować następujące czynności:
- przyjmowanie i wpłacanie pieniędzy na rachunek bieżący i na książeczki wkładkowe;
- udzielanie wszelkiego rodzaju kredytu;
- eskontowanie i reeskontowanie weksli;
- wypłacanie zaliczek pieniężnych na zastaw kwitów składowych, papierów wartościowych lub na inne zastawy ręczne;
- zaciąganie wszelkiego rodzaju zobowiązań pieniężnych celem przeprowadzenia zadań, pośredniczenie w kupowaniu i spieniężaniu zagranicznych środków płatniczych, papierów wartościowych i kuponów jako też ich kupowanie i spieniężanie na rachunek własny Centralnej Kasy.

Członkami Centralnej Kasy były w szczególności:
- stowarzyszenia zarobkowo-gospodarcze oparte na ustawach polskich albo na analogicznych ustawach niemieckich lub rosyjskich,
- spółki z ograniczoną poręką oparte na austriackich ustawach lub analogicznych ustawach polskich, regulujących stosunki tych spółek, jako też innych instytucji rolniczych i kredytowych.

Wykluczenie członka ze Centralnej Kasy orzekała Rada Nadzorcza na wniosek Dyrekcji z powodu:
- zaskarżenia członka o niedopełnianie zobowiązań jego względem Centralnej Kasy,
- stwierdzonego przez patronacki organ rewizyjny działania przeciwnego interesom Centralnej Kasy i sprzecznego z wydanymi przez jej organa prawomocnymi przepisami,
- wniosku patronackiego organu rewizyjnego wskutek niezastosowania się do jego zarządzeń, wydanych na podstawie wyników lustracyjnych,
- z powodu dokonanej zmiany statutu, odbierającej stowarzyszeniu związkowemu charakter spółdzielczy, a innym członkom (spółkom, instytucjom) cechy instytucji dobra publicznego, zmierzającej do celów właściwych stowarzyszeniom spółdzielczym.

Kapitał zakładowy Centralnej Kasy stanowiła:
- zakładowa wkładka krajowa Wydziału Krajowego Królestwa Galicji i Lodomerii wraz z Wielkim Księstwie Krakowskiem w wysokości 5 (pięciu) milionów koron,
- zakładowa wkładka państwowa w wysokości i w walucie ustanowionej przez Rząd Polski,
- udziały członków Centralnej Kasy.

Rada Nadzorcza była najwyższym organem Centralnej Kasy i składała się z:
- przewodniczących lub zastępców przewodniczących komitetów nadzorczych wszystkich oddziałów;
- 9-ciu członków wybieranych na 3 lata przez ogólne zebranie, które wybiera także 3-ch zastępców Rady Nadzorczej;
- 1-go delegata (lub zastępcy delegata) galicyjskiego Wydziału Krajowego;
- 3-ch delegatów (lub zastępcy delegatów) Rządu Polskiego, z których 2-ch mianowało Ministerstwo Rolnictwa, a 1-go Ministerstwo Skarbu.

Dyrekcja złożona była z 2-ch do 3-ch członków mianowanych przez Radę Nadzorczą, a zatwierdzonych przez Ministerstwo Rolnictwa w porozumieniu z Ministerstwem Skarbu. Nadto byli w ten sam sposób mianowani dwaj zastępcy dyrektorów Centralnej Kasy.
Dla ułatwienia członkom stosunków pieniężnych i kredytu oraz udziału w kierowaniu Centralną Kasą, tworzono były oddziały, które miały siedziby w ważniejszych ośrodkach życia publicznego i gospodarczego w kraju. Każdy oddział stanowił odrębną osobę prawną, zdolną do załatwiania interesów prawnych i majątkowych w granicach uprawnień określonych statutem. Dyrektor (kierownik) oddziału mianowany był na wniosek dyrekcji Centralnej Kasy przez jej Radę Nadzorczą.